# Assedio di Maratea
(Ferrari, pag. 120.)
L’assedio di Maratea fu un episodio bellico avvenuto durante l'invasione francese del Regno di Napoli. Un contingente dell'esercito napoleonico mise sotto assedio la cittadina fortificata di Maratea, in provincia di Potenza dove si era asserragliato un gruppo di legittimisti, soldati irregolari, fedeli alla casa borbonica.
Nella storiografia marateota l'evento è ricordato come l’assedio dei francesi, nome attribuito all'episodio dallo storiografo locale Biagio Tarantini, in un opuscolo del 1883, e da allora sempre conservato nella memoria popolare.

## Antefatto
Quando, nell'agosto del 1806 l'esercito francese iniziò a invadere il Regno di Napoli, l'esercito borbonico si dissolse rapidamente.
Durante le spedizioni militari volte alla conquista della Calabria e della Sicilia, il generale Andrea Massena, dopo aver schiacciato la resistenza di Lauria in un massacro, passò oltre Maratea, forse dimentico del fatto che quivi esisteva una roccaforte: il cosiddetto Castello, cioè la città alta, posta sulla cima del monte San Biagio.
Sin dall'estate 1806 la flotta inglese presidiava la costa di Maratea. Nominato governatore della città, Alessandro Mandarini fece rifugiare, per tema di ritorsioni dei giacobini, le famiglie dei legittimisti prima sull'isola di Santo Janni e poi su quella di Dino. Da qui Mandarini chiese aiuto alla corte borbonica rifugiata in Sicilia con numerosi rapporti, senza però ottenere concreti provvedimenti.
Ma una tempesta, caduta la notte tra il 27 e 28 ottobre, distrusse l'accampamento sull'isola – facendo naufragare anche un paio delle navi di appoggio – e costrinse gli irregolari a rifugiarsi nel Castello di Maratea.

## L'assedio
Il 4 dicembre un contingente di quattromilacinquecento soldati francesi comandati da Jean Maximilien Lamarque si presentò a Maratea. La popolazione marateota non aveva mai dato segni di ostilità contro i francesi, avendo accettato il nuovo governo festosamente.
Lamarque decise di circondare il Castello dividendo il suo esercito in tre colonne.
(Greco, pagg. 180-181.)
Respinta l'intimazione di resa, Mandarini e i suoi resistettero per quattro giorni agli attacchi portati avanti dai napoleonici. Il giorno 7 dicembre, allo scopo di portare rifornimenti di viveri e munizioni agli assediati, un gruppo di arditi legittimisti tentò di sbarcare sulla costa marateota, nel punto chiamato Ilicini, ma lì furono sorpresi da un gruppo di soldati francesi in perlustrazione.
(Greco, pag. 182.)
Ripresa la lotta tra assalitori ed assediati, la notte tra l'8 e il 9 dicembre i francesi tentarono un attacco a sorpresa, ma, intercettati da un artigliere, persero duecento uomini tra vittime e prigionieri della rappresaglia.
Ma la posizione di Mandarini e dei suoi era tutt'altro che rosea. Lo storico Greco descrive così la situazione:
(Greco, pag. 184.)
Mandarini, trovandosi nella posizione di poter dettare condizioni, chiese ed ottenne da Lamarque la salvaguardia della vita e della proprietà di tutti. Il generale Lamarque, rese gli onori militari al Mandarini al quale fece dono della sua sciabola. I francesi presero possesso della fortezza il successivo 10 dicembre.
È stato oggetto di dibattito da parte degli storici il numero dei caduti durante l'assedio. Per i francesi si contarono circa 200 vittime secondo un rapporto di poco successivo all'assedio stesso, addirittura 700 secondo una fonte locale. Da parte degli assediati, invece, i rapporti e le cronache non hanno mai precisato il numero dei morti. Secondo la successiva pubblicistica, i francesi avrebbero fatta strage. Per la già detta fonte locale, invece, ci sarebbe stato un solo caduto, di cui non si specifica il nome. Soltanto una recente ricerca ha chiarito la questione, trovando registrate dal parroco del tempo le morti di cinque persone: una durante le operazioni preliminari all'assedio, una nell'assedio stesso, due in operazioni collaterali fuori dal perimetro bellico e una anziana donna morta per lo strepito del combattimento.

## Conseguenze
Gli assedi di Maratea e quello della vicina Amantea, in provincia di Cosenza, furono le ultime resistenze borboniche opposte alla conquista del regno napoletano. Gli eventi successivi non si distinsero compiutamente dal brigantaggio.
Preso possesso della fortezza di Maratea, il Lamarque ordinò la distruzione delle mura e delle torri del cosiddetto Castello. I francesi mantennero per diverso tempo un presidio armato nella cittadina lucana, dove pure si ebbero diversi episodi di brigantaggio antifrancese e piccoli episodi di violenza.
A Maratea, per essersi con l'assedio opposta ai nuovi conquistatori, furono tolte alcune prerogative che la città aveva vantato. Nel 1811 venne privata degli uffici giudiziari e del ruolo di capoluogo del locale circondario, e, insieme con Lauria, aggregata ad una nuova circoscrizione con capoluogo nella vicina Trecchina, più piccola cittadina della provincia di Potenza, allo scopo di umiliare le due popolazioni.
Nei patti di capitolazione venne stabilito che gli ufficiali e coloro che desiderassero allontanarsi dal Regno di Napoli potessero raggiungere Ferdinando IV di Borbone in Sicilia, protetta dagli inglesi e non toccata dalla conquista napoleonica. Tra coloro che ne usufruirono fu il Mandarini, che andò in esilio volontario a Cefalù fino al 1815, quando, con la restaurazione borbonica, fu nominato intendente della Calabria Citeriore.